# Одинак (фільм, 1987)
«Одинак» (фр. Le Solitaire) — французький кінофільм-бойовик, що вийшов 18 березня 1987 року. Стрічку зняв Жак Дере з Жаном-Полем Бельмондо в головній ролі.

## Сюжет
Поліціянти-напарники Стан і Сімон мріють піти у відставку й оселитися в тропічному раю на Карибських островах. Але одного дня, при спробі затримати в нічному клубі небезпечного вбивцю Шнайдера, Сімон гине під час перестрілки. Злочинцеві вдається сховатися. Стан бере на себе турботу про маленького сина Сімона і присягається за будь-яку ціну помститися вбивці свого друга. Лише через два роки йому вдається вислідити Шнайдера. Стан починає безжалісне полювання на злочинця, але через запекле суперництво між колегами-поліцейськими він вимушений діяти поодинці.

## У ролях
- Жан-Поль Бельмондо — Стан Жалар
- Жан-П'єр Мало — Шнайдер
- Мішель Бон — Пеццолі, комісар
- П'єр Верньє — Марен
- Лоран Жандрон — Роккі
- Жан-Клод де Горо — епізод
- Карлос Сотто Майор — Єва
- Валері Стеффен — Кароль
- Бернар Фрейд — епізод
- Люк-Антуан Дікеро — Ерік
- Ерік Деніз — Альдо Бенані
- Анрі-Жак Юе — епізод
- Ів Габрієллі — епізод
- Франсуа Дюнойє — Рене Піньйон
- Бернар Фарсі — епізод
- Мішель Кретон — Сімон
- Гі Паннекен — Суматра
- Катрін Рувель — епізод
- Марк Ламоль — Моріс
- Патріція Мальвуазен — Бріжит
- Патрік Перес — епізод
- Карло Нелл — епізод
- Анрі Атталь — епізод
- Моріс Озель — епізод
- Ліонель Вітран — епізод
- Іоланда Жило — Сандра
- Евелін Дресс — Каті
- Мюріель Бельмондо — епізод
- Гі Мачоро — епізод
- Мостефа Стіті — епізод
- Франк Айя — Крістіан
- Шарлі Кубессер'ян — епізод

## Знімальна група
- Режисер — Жак Дере
- Сценаристи — Альфонс Будар, Жак Дере, Сімон Мікаель, Даніель Сен-Амон
- Оператор — Жан-Франсуа Робен
- Композитор — Денні Шоггер
- Художник — Жан-Клод Галлуен
- Продюсери — Ален Бельмондо, Ален Сард

## Джерело
- Фільм «Одинак» на сайті imdb.com